# Ferran Termes Anglès
Ferran Termes Anglès (Barcelona, 1925 - 2013) fou un espeleòleg, karateka i dirigent esportiu.
Membre fundador del Grup d'Exploracions Subterrànies (GES) del Club Muntanyenc Barcelonès (1948), que presidí (1953-57). Participà en l'exploració de La Cueva del Agua, a Granada (1950), llavors la més fonda de la península, en diverses coves de les Illes Balears i la Pedra de Sant Martí (1953), dirigida per l'espeleòleg occità Norbert Casteret. En aquesta expedició s'assolí la sala de la Verna, de 726 m, considerat l'avenc més profund del món. Fou el primer president del Comitè Regional d'Exploracions Subterrànies (1962-64) i, des d'aquest càrrec, creà l'Escola Catalana d'Espeleologia (1963). A la revista Speleon publicà els primers catàlegs de cavernes de Sant Llorenç del Munt i Serra de l'Obac (1951), i del massís de Garraf i Montserrat (1952). Juntamentamb Oscar Andrés, és l'autor de Manual de exploraciones subterráneas (1960), primera obra de tècniques espeleològiques publicada a l'Estat. 1962 va entrar com a secretari a la Federació Catalana de Judo i es va convertir en un dels introductors del karate, que també va practicar, i va aconseguir que a partir de 1968 tingués un comitè propi en aquesta federació. El 1971 es va treure el cinturó negre i el 1979, quan el karate va aconseguir una federació pròpia, es va convertir en el primer president de la Federació Catalana de Karate, càrrec que va ocupar en dues etapes diferents. La primera des de la seva fundació fins al mes de novembre de 1981, quan va passar a ser el vicepresident del nou president Josep Maria Jimeno. I la segona entre novembre de 1982, quan es va posar al capdavant d'una junta gestora després de la dimissió de Jimeno, i l'abril de 1983, quan va haver de deixar definitivament la federació per la seva incompatibilitat amb el càrrec de vicepresident de l'Institut de Censors Jurats de Comptes d'Espanya. Poc temps després de deixar la federació va entrar a la Sindicatura de Comptes de Catalunya, en la qual va estar disset anys, primer com a Síndic (1984-1991) i després com a Síndic Major (1991-2001), i posteriorment assessor del president de la Generalitat en matèria d'organització (2001-2003). També va ser president de l'Associació Catalana de Comptabilitat i Direcció (ACCID) i va publicar nombroses obres relacionades tant amb l'economia com amb l'espeleologia.